# Alburnus nicaeensis
Alburnus nicaeensis är en fiskart som beskrevs av Battalgil, 1941. Alburnus nicaeensis ingår i släktet Alburnus och familjen karpfiskar. Inga underarter finns listade i Catalogue of Life.